# Moritz Johann Sachs von Hellenau

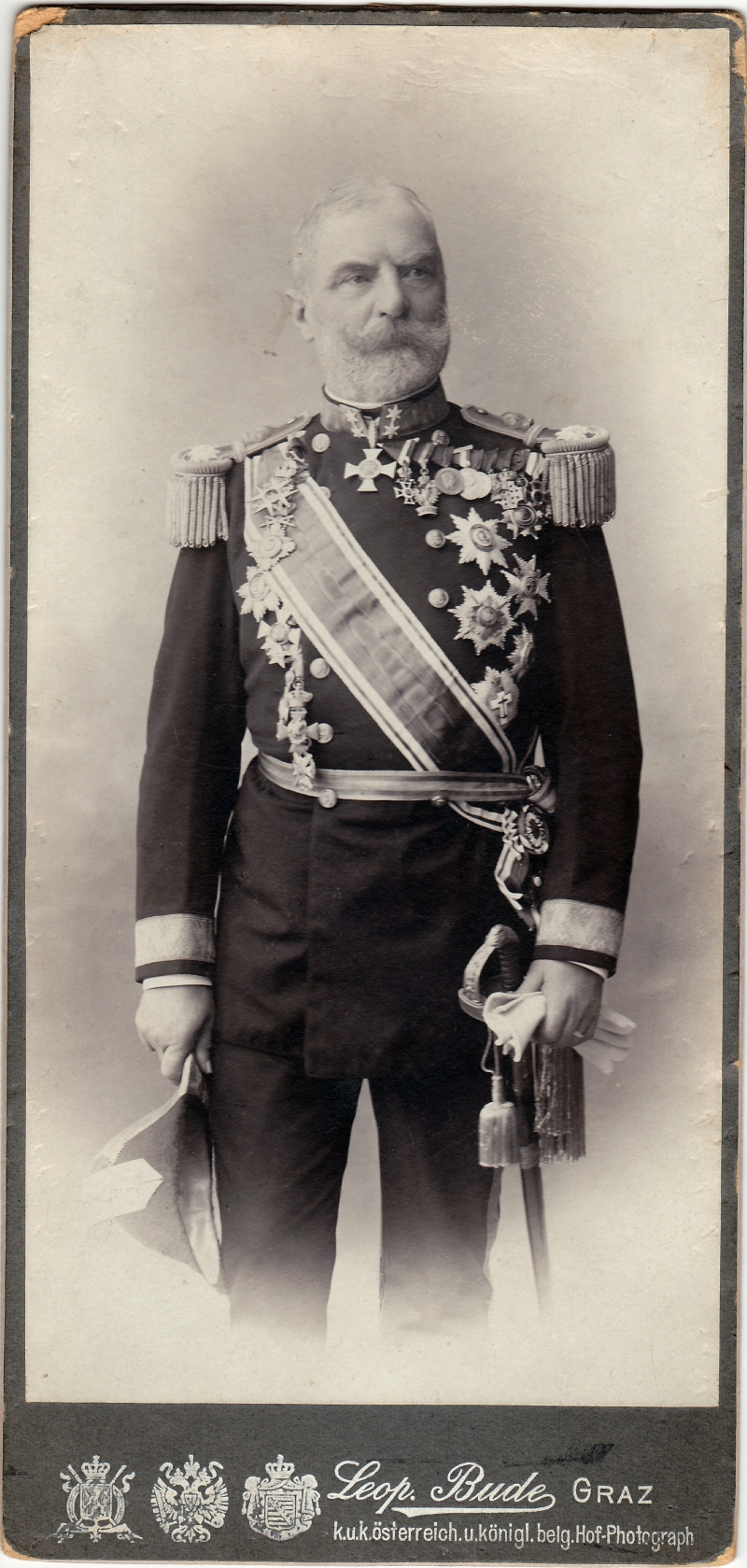
Moritz Sachs von Hellenau in Galauniform, um 1905. Foto: Atelier Bude, Graz

Moritz Johann Sachs von Hellenau (* 13. Oktober 1844 in Stettin, Österreichisch Schlesien; † 11. Jänner 1933 in Lovran) war ein österreichisch-ungarischer Vizeadmiral, Kommandant der Marineakademie Fiume und Flügeladjutant von Kaiser Franz Josef I. Seine Brüder waren der Architekt Gustav Sachs und der k.u.k. Admiralstabsarzt Wilhelm Sachs.

## Leben
Moritz Sachs (oft Moriz geschrieben) kam am 13. Oktober 1844 in Stettin (Štítina, Österreichisch Schlesien) zur Welt. Seine Eltern waren der k.k. Bezirkshauptmann von Freiwaldau (Jesenik) Josef Sachs und Antonie Sachs, geborene Winckler. Nach der Matura in Stettin trat er 1861 als Seekadett in die k.k. Kriegsmarine ein. Er war der erste Angehörige der k.u.k. Kriegsmarine, der zum Flügeladjutanten des Kaisers ernannt wurde. 1895 wurde er mit dem Prädikat „von Hellenau“ nobilitiert. Nach dem Tod von Kaiserin Elisabeth von Österreich-Ungarn 1898 wurde ihm von ihren Töchtern ihr persönliches Milchglas und ein Blumenstrauss von ihrem Totenbett als „Zeichen der Erinnerung“ übergeben.
Moriz Sachs war seit 1894 verheiratet mit Helene, einer Tochter des k.u.k. Feldmarschallleutnants Josef Pelikan von Plauenwald, verwitwete Frossard de Saugy. Die Ehe blieb kinderlos.

## Militärische Laufbahn
1881 war Sachs von Hellenau Offizier auf der SMS Miramar während der Reise des Kronprinzen Rudolf von Österreich-Ungarn in den Orient, 1885 während der Syrienreise des Kronfolgerpaares.
In den Jahren 1888–1892 war Sachs erster Flügeladjutant von Kaiser Franz Joseph I. aus der Kriegsmarine.
Von 1892 bis 1894 kommandierte er SMS Saida während einer Missionsreise zu Ausbildungs-, Sondierungs- und Handelszwecken. Alle Teilnehmer der Reise erhielten eine Erinnerungsmedaille.

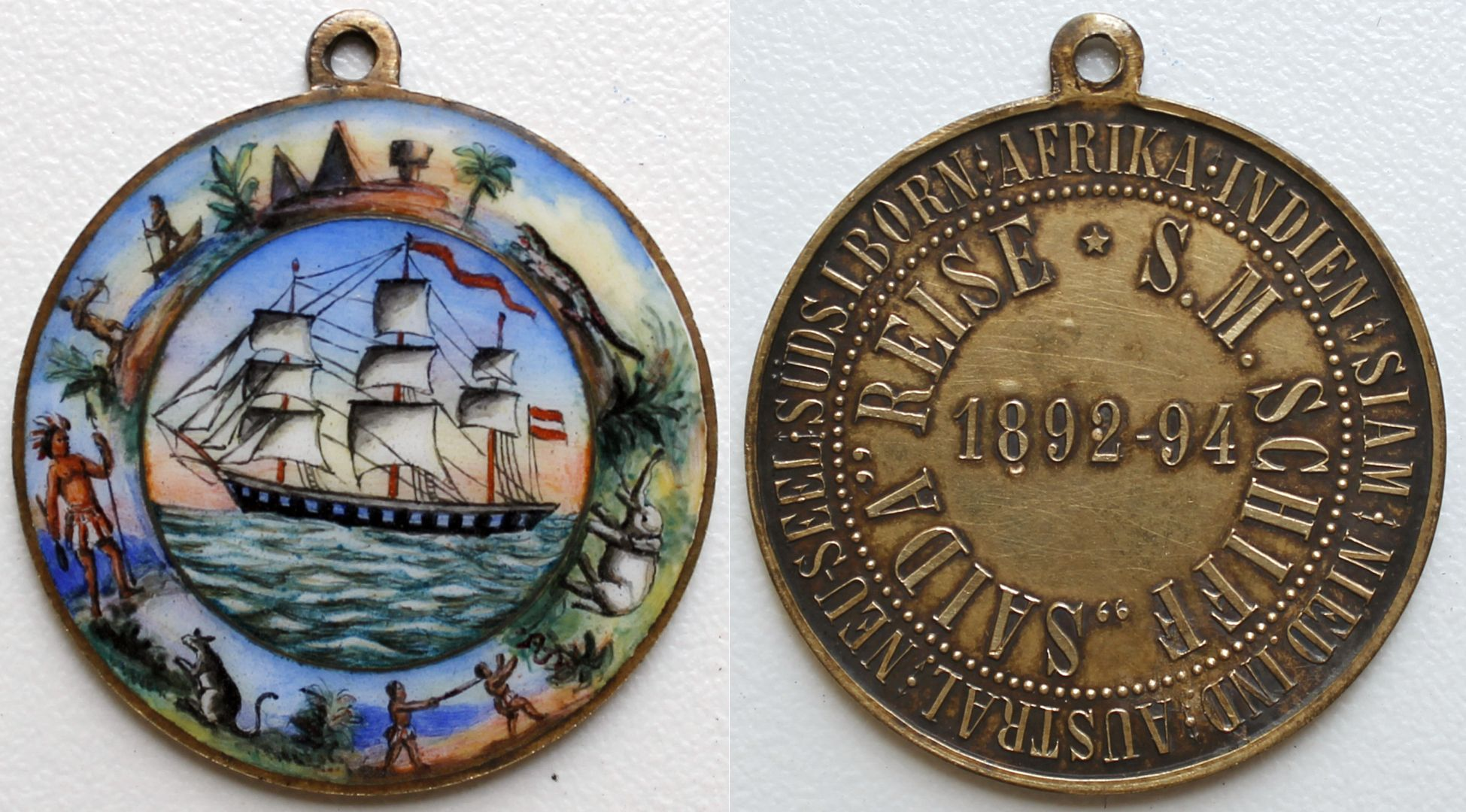
Erinnerungsmedaille an die Mission der SMS Saida 1892–1894

1900 wurde Sachs zum Leiter der Marineakademie Fiume bestellt. In diesem Jahr wurde er zum Konteradmiral befördert. 1904 erfolgte seine Beförderung zum Vizeadmiral.
1905 wurde er pensioniert.
Er war Träger folgender Auszeichnungen (Auswahl):
- 1881 Orden Danilos I. für die Unabhängigkeit 4. Klasse und Ritterkreuz des Ritterorden vom Heiligen Grab zu Jerusalem[4]
- 1882 Osmanje-Orden 4. Klasse[5]
- 1889 Orden für Verdienste zur See (Spanien) 1. Klasse[6]
- 1889 Sonnen- und Löwenorden 3. Klasse[7]
- 1890 Orden vom Heiligen Michael (Bayern) 2. Klasse[8]
- 1890 Stern von Rumänien Kommandeurkreuz[9]
- 1891 Königlicher Kronen-Orden (Preußen) 2. Klasse in Brillanten[10]
- 1892 Albrechts-Orden Komthurkreuz 2. Klasse und Takovo-Orden 3. Klasse[11]
- 1894 Orden der Eisernen Krone (Österreich) 3. Klasse taxfrei[12]
- 1902 Stern von Rumänien Großoffizier und Erlöser-Orden Großkomturkreuz[13]
- 1904 Sankt-Olav-Orden Kommandeur und Sankt-Stanislaus-Orden (Russischer Orden) 1. Klasse[3]
- 1905 Österreichisch-kaiserlicher Leopold-Orden Ritter[14]